# Mani di fata
 Mani di fata è un film del 1983, diretto da Steno, con Eleonora Giorgi e Renato Pozzetto.

## Trama
Andrea e Franca conducono una vita dignitosa. Lei lavora in una casa di moda, lui ingegnere in una impresa di costruzioni edili, ma dopo un licenziamento improvviso, Andrea, non riuscendo a trovare un altro impiego concernente il suo ruolo, licenzia la colf e inizia ad occuparsi della casa. La moglie Franca, al contrario, è una donna in carriera. Andrea riesce a trovare lavoro come maggiordomo presso una ricca signora, la contessa Irene, il cui curatore di immagine è un architetto gay che prova attrazione nei confronti di Andrea e che cerca di plasmarlo a suo piacimento, ritenendolo un omosessuale latente. Durante una festa organizzata dalla contessa, Andrea ha modo di conoscere un ammiraglio cui sottopone il progetto di una casa galleggiante da lui elaborato e spiega di essere inutilmente in attesa di approvazione del benestare da parte del Ministero della Marina. Sebbene questa conversazione irriti l'ammiraglio, che si riterrà continuamente infastidito, poiché Andrea non riesce a fargli avere intimità in un possibile approccio sessuale con una ragazza, alla fine sarà aiutato dallo stesso.
Andrea viene congedato per qualche giorno dalla contessa; coglie questa occasione per andare a far visita a suo figlio Mariolino (rinchiuso nel frattempo in un collegio svizzero, perché né Andrea né Franca avevano avuto più tempo da dedicargli). L'uomo parte insieme all'architetto e a Manolo, amante della contessa, che si erano offerti di accompagnarlo. Il vestito di Andrea viene sporcato durante una sosta e, non avendo un ricambio, l'architetto si offre di prestargli un suo abito (vistosamente stravagante). Nel frattempo Franca è in trasferta anche lei con una collega dalle tendenze particolari, Jacqueline, che tenta di adescarla discretamente: infatti la spinge ad adottare una acconciatura virile e a indossare un abito da uomo e sfortunatamente lo avrà ancora indosso al momento in cui rincontrerà il marito, scatenando un malinteso tra i due.
Andrea e Franca giungono in collegio finendo per litigare e lasciarsi in malo modo senza darsi spiegazioni. Quella sera stessa i due soggiornano - senza saperlo - nello stesso albergo e sono entrambi rispettivamente provocati sessualmente, Andrea dall'architetto e Franca da Manolo; ma dato che marito e moglie si amano, entrambi rifiutano le avances. Franca, essendosi liberata per prima del suo "seduttore", origlia inavvertitamente la conversazione furibonda tra Andrea e l'architetto, che nel frattempo aveva cercato di adescarlo sotto la doccia con una scusa. A quel punto Andrea e Franca si incontrano nuovamente e chiarito il malinteso si riappacificano, decidendo di andare a riprendersi loro figlio al collegio. Nel frattempo il progetto della casa galleggiante di Andrea è stato approvato, il che cambia in meglio la vita della famiglia. Nell'ultima scena del film si nota che Andrea ha assunto come camerieri i suoi due ex datori di lavoro che a suo tempo lo avevano licenziato.

## Produzione
Le riprese avvennero a Cernobbio (Como; Villa Belinzaghi), Milano (Scuola elementare S. Giuseppe Calasanzio, in Via Don Carlo Gnocchi, 25), Gignese (allora in provincia di Novara), appena fuori dal paese, per la scena dal benzinaio e Stresa (Verbania; Villa Ducale, ovvero Palazzo Bolongaro).